# Стил, Мелисса
Мелисса Стил (англ. Melissa Steel) — британская регги и поп-певица из Брадфорда, Англии. Наиболее известна своим сотрудничеством с группой Blonde, с которой записала сингл «I Loved You».

## Карьера

### Общие сведения
Обучалась в Tong High School вместе с Зейном Маликом, с которым переписывалась по MSN; в частности они присылали друг другу тексты своих песен.

### 2014—настоящее: Прорыв
В начале июля 2014 года она записала песню «Way We Are», совместно с исполнителем Kove. Песня была выпущена в виде сингла 13 июля 2014 года и достигла тридцатого места в UK Singles Chart. 27 июля 2014 года она выпустила свой дебютный сингл «Kisses for Breakfast», записанный совместно с ямайским дэнсхолл-исполнителем Popcaan. Он занял пятое место в UK Singles Chart. Также певица участвовала в записи дебютного сингла Krishane «Drunk and Incapable», который 12 октября 2014-го занял 27 место в UK Singles Chart. В декабре того же года Стил совместно с дуэтом Blonde записала сингл «I Loved You». Данная композиция достигла седьмого места в британских чартах.

## Дискография

### Синглы

#### В качестве ведущего артиста
| Год  | Название                                     | Высшая позиция в чарте | Высшая позиция в чарте | Альбом |
| Год  | Название                                     | UK                     | SCO                    | Альбом |
| ---- | -------------------------------------------- | ---------------------- | ---------------------- | ------ |
| 2014 | «Kisses for Breakfast» (совместно с Popcaan) | 10                     | 15                     | н/д    |
| 2015 | «You Love Me?» (совместно с Wretch 32)       | —                      | —                      | н/д    |

#### В качестве приглашённого исполнителя
| 2014                                                         | «Way We Are» (совместно с Kove)              | 30 | 7 | —  | 66 | —  | 38 | —  | Неальбомный сингл |
| 2014                                                         | «Drunk and Incapable» (совместно с Krishane) | 27 | — | —  | —  | —  | 33 | —  | Неальбомный сингл |
| 2014                                                         | «I Loved You» (совместно с Blonde)           | 7  | 5 | 60 | 31 | 25 | 10 | 56 | Неальбомный сингл |
| «—» означает, что сингл не попал в чарты или не был выпущен. |                                              |    |   |    |    |    |    |    |                   |